# Puszkin (miasto)
Puszkin (ros. Пушкин) – miasto od 1936 roku wchodzące w skład Petersburga.
Wcześniej nosiło nazwę Carskie Sioło, która w 1918 r. zmieniona została na Dietskoje Sieło (Детское Село), a w 1937 r. – na Puszkin.
Obecnie nazwą Carskie Sioło określa się carski kompleks parkowo-pałacowy z XVIII i XIX wieku, położony na terenie miasta.
W miejscowości znajduje się również zabytkowy budynek prawosławnej cerkwi św. Sergiusza.

## Miasta partnerskie
- Aalborg
- Kalamazoo
- Zerbst/Anhalt
- Frankenthal (Pfalz)
- Wersal